# De bedste grin
De bedste grin var et underholdende talkshow fra 2011 på TV 2 Charlie med Jarl Friis-Mikkelsen som vært.
I hvert program tog Jarlen imod et kendt komikerpar. De to gæster viste deres 
talent for inden for komik foran et publikum og seerne hjemme i stuerne

## Komikerpar

### Sæson 1
| Dato           | Komikerpar                          |
| -------------- | ----------------------------------- |
| 13. april 2011 | Finn & Jacob                        |
| 20. april 2011 | Cirkus Montebello (Olsen & Mørk )   |
| 27. april 2011 | Per Pallesen & Tommy Kenter         |
| 04. maj 2011   | Anne Marie Helger & Peter Larsen    |
| 11. maj 2011   | Søren Østergaard og Flemming Jensen |
| 18. maj 2011   | Monrad og Rislund                   |
| 25. maj 2011   | Wikke og Rasmussen                  |

### Sæson 2
| Dato              | Komikerpar                    |
| ----------------- | ----------------------------- |
| 2. november 2011  | Plat                          |
| 9. november 2011  | Jytte og Daimi                |
| 16. november 2011 | Kaj & Andrea                  |
| 23. november 2011 | Peter Schrøder                |
| 30. november 2011 | Ole & Jarl                    |
| 25. december 2011 | Julespecial med De Nattergale |